# Đối thoại 06
Đối thoại 06 (hay Communication 06) là album phòng thu thứ năm của ca sĩ Trần Thu Hà, được sản xuất bởi Ha Tran Productions và được phát hành ngày 8 tháng 9 năm 2006 bởi Viết Tân và trung tâm Thúy Nga. Sau thành công đặc biệt của Nhật thực (2002), album lần này mang nhiều màu sắc mới trong âm nhạc của Trần Thu Hà khi pha trộn phong cách indie pop vốn có của cô với nhạc điện tử qua sáng tác của các nhạc sĩ Nguyễn Xinh Xô, Trần Thanh Phương, Ben Doan và Trần Tiến.
Đối thoại 06 tiếp tục là một sản phẩm thành công của cá nhân Trần Thu Hà khi nhận được nhiều đánh giá tích cực từ người hâm mộ cũng như giới chuyên môn. Album giúp cô giành giải thưởng Cống hiến đầu tiên cho "Album của năm" vào năm 2006.

## Hoàn cảnh ra đời
Năm 2004, Trần Thu Hà kết hôn cùng nhạc sĩ, nhà sản xuất Việt kiều, Đoàn Bình (Ben Doan). Cô cùng chồng định cư tại California, Mỹ, cùng nhiều nghệ sĩ khác lập nên công ty sản xuất Ha Tran Productions hoạt động trong lĩnh vực âm nhạc. Sản phẩm đầu tay của công ty là album tuyển tập Hà Trần 98-03 (album tại Mỹ có tên Sắc màu – Tình ca), bao gồm các ca khúc từng làm nên tên tuổi của cô nhưng được phối khí lại theo những phong cách mới. Đối thoại 06 là album chính thức đầu tiên được sản xuất bởi Ha Tran Productions.
"Đây là cuốn album có sự phối hợp giữa âm nhạc Việt Nam mang nhiều âm hưởng dân ca Việt Nam trên một nền âm nhạc điện tử phương Tây. Một sản phẩm mà có sự hội ngộ giữa tinh thần phương Đông và những kỹ thuật phương Tây cho nên tôi đặt tên nó là Đối thoại 06."
Ý tưởng thực hiện một album "đối thoại" Đông-Tây, già-trẻ được Trần Thu Hà ấp ủ ngay từ những ngày đầu tại Mỹ. Cô tâm sự: "Sự chịu đựng về nỗi nhớ nhung suốt thời gian qua đã được tôi gửi gắm, chuyển tải vào tất cả những giai điệu này. Có thể nói, album như một sản phẩm đậm đà hương vị quê nhà, và những người xa quê sẽ dễ dàng đồng cảm khi nghe nó." Ngoài ra, Tràn Thu Hà còn nhấn mạnh tính chủ đề cho album: "Ý tưởng văn học là tâm sự của người lữ khách về quê hương, về ký ức hiện diện trong hành trình đến tương lai. Chúng được sắp xếp theo trình tự đêm-ngày-đêm, giữa giấc mơ và tưởng tượng."
Tiếp tục bám theo chất liệu nhạc điện tử, Đối thoại 06 được Trần Thu Hà chú trọng xây dựng theo phong cách trip hop/ambient. Sau thành công của Hà Trần 98-03, Trần Thu Hà tiếp tục liên hệ mời nghệ sĩ Trần Thanh Phương sang tận Mỹ để hỗ trợ việc phụ trách sản xuất, hòa âm phối khí cũng như xử lý kỹ thuật phòng thu. Ca sĩ cũng liên hệ cộng tác với người bạn học đồng niên, cựu du học sinh Mỹ là nhạc sĩ Nguyễn Xinh Xô, nhóm Whodat gồm các Việt kiều Mỹ và ban nhạc jazz Dave Ernst nhằm đảm bảo tính chuyên nghiệp và đột biến cho màu sắc và nội dung album. Nhạc sĩ Trần Tiến tiếp tục đóng góp lớn cho album của Trần Thu Hà với nhiều ca khúc theo chủ đề là "Bình minh xa vắng", "Quê nhà", "Lữ khách sông Hồng" và "Mưa bay tháp cổ". "Ra ngõ mà yêu" là một trong số 43 ca khúc "Ra ngõ" mà ông sáng tác theo lời gợi ý của nhạc sĩ Trịnh Công Sơn từ năm 1998. Trần Thu Hà cũng tâm sự nhiều nét khác biệt trong màu sắc album lần này: "Đối thoại 06 là sự chín chắn, không còn bộc phát trong tình cảm, nhưng dòng chảy ngầm của cảm xúc vẫn luôn mãnh liệt."
Một số ca khúc đã được trình bày trước đó trong các chương trình âm nhạc trong nước bởi nhiều nghệ sĩ khác, song lần này được Trần Thu Hà phối khí theo hòa âm mới. Nói về dự án, Trần Thu Hà vẫn bộc lộ nhiều tự tin: "Tôi vẫn trung thành với ý tưởng sử dụng công nghệ để làm nền cho âm hưởng nhạc Việt. Điều này hoàn toàn có thể thực hiện được. Tôi tự tin rằng Đối thoại 06 không giống bất cứ album nào trước đây của tôi và trên thị trường nhạc Việt lâu nay." Bên cạnh đó, cô cũng không giấu được những lo lắng về thành công của sản phẩm: "Thực sự tôi lo cho Đối thoại 06 vì nó xuất hiện ở thời điểm thị trường ca nhạc đang "khủng hoảng thừa". Hoạt động ca nhạc xem ra chỉ là bề nổi trên báo chí còn công chúng thực sự thờ ơ, lãnh đạm. Bởi họ quá no đủ qua các chương trình ca nhạc trên truyền hình và nhạc download từ internet quá dễ dàng." Album được thu âm tại Sound Matrix Studios ở California, Mỹ bắt đầu từ cuối năm 2005 với sự hỗ trợ của một số nghệ sĩ giàu kinh nghiệm như Max Neutra (từ Warner Bros. Records) và John Vestman (kỹ thuật viên âm thanh).
Năm 2014, trả lời trên chương trình "Bữa trưa vui vẻ" của VTV, Trần Thu Hà nhấn mạnh Đối thoại 06 chính là sản phẩm mở đầu cho dự án tìm tòi âm nhạc điện tử của cô, mà cô sau này phát triển trong các album Vi sinh (2010), Mầm hạt (2011) và Bản nguyên (2016).

## Danh sách ca khúc
| STT | Nhan đề                                         | Sáng tác                   | Sản xuất                         | Thời lượng |
| --- | ----------------------------------------------- | -------------------------- | -------------------------------- | ---------- |
| 1.  | "Giấc mơ lạ" (Delusive Dream)                   | Nguyễn Xinh Xô             | Trần Thanh Phương Nguyễn Xinh Xô | 5:14       |
| 2.  | "Ra ngõ mà yêu" (Leaving the Alley)             | Trần Tiến                  | Trần Thanh Phương                | 5:35       |
| 3.  | "Bình nguyên xa vắng" (Distant Plains)          | Trần Tiến                  | Trần Thanh Phương                | 5:49       |
| 4.  | "Nước sâu" (Deep Water)                         | Nguyễn Xinh Xô Trần Thu Hà | Nguyễn Xinh Xô                   | 5:07       |
| 5.  | "Tiếng gọi" (The Calling, không lời)            | Ben Doan Trần Thu Hà       | Trần Thanh Phương                | 2:28       |
| 6.  | "Lữ khách sông Hồng" (The Red River Nomad)      | Trần Tiến                  | Trần Thanh Phương                | 4:38       |
| 7.  | "Mưa bay tháp cổ" (Mist over the Ancient Tower) | Trần Tiến                  | Trần Thanh Phương                | 4:56       |
| 8.  | "Quê nhà" (Nostalgia)                           | Trần Tiến                  | Trần Thanh Phương                | 5:33       |
| 9.  | "Quê nhà – Outro" (không lời)                   | Trần Thanh Phương          | Trần Thanh Phương                | 2:37       |

| Bonus tracks | Bonus tracks             | Bonus tracks                               | Bonus tracks |
| STT          | Nhan đề                  | Sáng tác                                   | Thời lượng   |
| ------------ | ------------------------ | ------------------------------------------ | ------------ |
| 1.           | "Deep Water" (tiếng Anh) | Nguyễn Xinh Xô                             | 4:21         |
| 2.           | "Without" (không lời)    | Ben Doan & Trần Thu Hà (cùng Thanh Phương) | 6:09         |

## Phát hành và đón nhận của công chúng
Đối thoại 06 được phát hành ngày 8 tháng 9 năm 2006 tại Việt Nam bởi Viết Tân, sau đó được trung tâm Thúy Nga phát hành tại các nước khác bao gồm châu Âu, Bắc Mỹ và Nhật Bản. Trực tiếp Trần Thu Hà đã về nước để ra mắt album tại Việt Nam trước báo chí và giới chuyên môn. Album thậm chí có mặt trên hệ thống phân phối bán lẻ của iTunes trước đó vào ngày 14 tháng 6. Phần bìa của Đối thoại 06 được thiết kế bởi người bạn thân của Trần Thu Hà – họa sĩ Dzung Yoko – và được báo Tuổi trẻ đánh giá rất cao: "Mờ ảo, đa chiều không gian, gam màu lạnh, bìa của album chính là lời ngỏ giá trị nhất ngay từ cái nhìn đầu tiên của Hà dành cho người nghe." Báo Dân trí lại ấn tượng về tính indie của album và gọi "đây là con đường mà nhiều nghệ sĩ độc lập lựa chọn để thử khả năng và tìm đường đi sâu vào thị trường âm nhạc Mỹ."
Báo Bình Định đánh giá cao việc kết hợp hoàn hảo giữa âm hưởng dân gian và âm nhạc điện tử, so sánh album với âm nhạc của nghệ sĩ Nhật Bản Kitaro. Bài báo cũng phân tích tỉ mỉ một số ca khúc như "Nước sâu" và "Quê nhà", đồng thời nhấn mạnh những đóng góp hài hòa của các nhạc sĩ trong cấu trúc album: "Nếu hình dung không gian âm nhạc mà những ca khúc của Nguyễn Xinh Xô là những không gian nhỏ - hẹp - kín - đặc. Thế giới của Trần Tiến cao, rộng, dàn trải thì tiếng hát của Hà Trần dao động giữa hai không gian này, là con thoi tuy không kết nối nhưng tạo được cầu nối đủ để đối thoại." Thậm chí có tạp chí coi "Quê nhà" là "dấu ấn khó quên" của album.
Sử dụng phần lớn các sáng tác của Trần Tiến trong album, nhạc sĩ ca ngợi Đối thoại 06 đã "đưa nhạc của tôi vào hành lang nghệ thuật thế giới". Album cũng góp phần giới thiệu thành công tên tuổi của nhạc sĩ Nguyễn Xinh Xô, mở đầu cho sự nghiệp nổi bật của anh trong mảng âm nhạc điện tử ở Việt Nam sau này. Đối thoại 06 cũng khẳng định tài năng của nghệ sĩ guitar Trần Thanh Phương trong vai trò hòa âm phối khí. Tại giải thưởng âm nhạc Cống hiến lần thứ 2, diễn ra ngày 20 tháng 3 năm 2007, Đối thoại 06 giúp Trần Thu Hà giành danh hiệu đầu tiên với "Album của năm" với 27/72 phiếu.
Thực tế, số phiếu bầu chọn tương đối thấp cho Đối thoại 06 đã minh chứng cho một số vấn đề của album. Trong bài viết năm 2007, báo Gia đình & Xã hội có phân tích tỉ mỉ nội dung album, đặc biệt so sánh với sản phẩm được coi là thành công nhất năm 2006 là album Thiên đàng của ca sĩ Thu Minh. Tờ báo bình luận: "Đối thoại 06 từng câu nghe rất tinh và hấp dẫn, nhưng nghe toàn bài lại không đạt độ trọn vẹn. Càng nghe càng thấy rời rạc, lắp ghép... Một năm sau khi ra Đối thoại 06 thì nhìn lại có thể thấy album đó không làm cho Hà Trần tiến thêm bậc nào trên con đường âm nhạc ngoài việc được đánh giá là ca sĩ luôn tìm tòi cái mới."
Ca khúc "Nước sâu" sau này được Nguyễn Xinh Xô hòa âm theo âm hưởng electro pop và trực tiếp thể hiện trong album đầu tay Afterlife (2010) của mình.